# Large Hadron Collider

Harta LHC

Large Hadron Collider (engleză pentru „mare accelerator de hadroni”; pe scurt LHC) este un accelerator de particule, construit la Centrul European de Cercetări Nucleare CERN, între Munții Alpi și Munții Jura, lângă Geneva. Construcția a fost finalizată în mai 2008 și a costat peste trei miliarde de lire sterline. Are o formă de cerc cu circumferința de 27 km, situat la 100 m sub pământ. LHC este considerat cel mai performant accelerator de particule din lume. Scopul LHC este de a explora validitatea și limitările Modelului Standard, modelul teoretic de bază din domeniul fizicii particulelor. Teoretic, acceleratorul ar trebui să confirme existența bosonului Higgs, acoperind elemente lipsă ale Modelului Standard și explicând felul în care particulele elementare capătă anumite proprietăți, cum ar fi masa.
Acceleratorul a fost pus în funcțiune la 10 septembrie 2008. A fost construit în colaborare cu peste opt sute de fizicieni din peste optzeci și cinci de țări precum și în parteneriat cu sute de universități și laboratoare importante. După greutăți tehnice importante a fost repus în funcțiune în noiembrie 2009.
Deși în mass-media au fost exprimate unele temeri referitoare la siguranța experimentului, în comunitatea științifică există un consens despre coliziunile de particule efectuate de LHC, în sensul că ele nu prezintă niciun pericol pentru om/omenire.

## Proiectarea
LHC este cel mai mare accelerator de particule din lume, și cel care atinge cele mai mari energii. Coliderul se află într-un tunel circular, cu o circumferință de 27 km, aflat la o adâncime între 50–175 m sub pământ.
Tunelul, învelit într-un strat de 3,8 m grosime de beton, construit între 1983 și 1988, a fost folosit anterior ca gazdă pentru Large Electron-Positron Collider. El trece granița dintre Elveția și Franța în patru puncte, o parte mai mare din el aflându-se pe teritoriul  Franței. Clădirile de la suprafață adăpostesc echipamente auxiliare, cum ar fi compresoare, echipamente de ventilație, electronica de control și uzine de refrigerare.
Tunelul e compus din două țevi inelare adiacente separate care se intersectează în patru puncte, fiecare țeavă conținând o conductă de protoni. Aceștia se deplasează în tunel în direcții contrare. Aproximativ 1.232 dipoli magnetici păstrează fluxurile pe calea lor circulară, și 392 cuadripoli magnetici sunt utilizați pentru a păstra fluxurile focalizate, pentru a maximiza șansele de interacțiune între particule în cele patru puncte de intersecție a celor două fluxuri. În total sunt instalați peste 1.600 magneți supraconductori, majoritatea cântărind peste 27 tone. Pentru a păstra magneții la temperatura lor de operare de 1,9 K sunt necesare aproximativ 96 tone de heliu lichid, făcând din LHC cea mai mare uzină criogenică la temperatura heliului lichid.

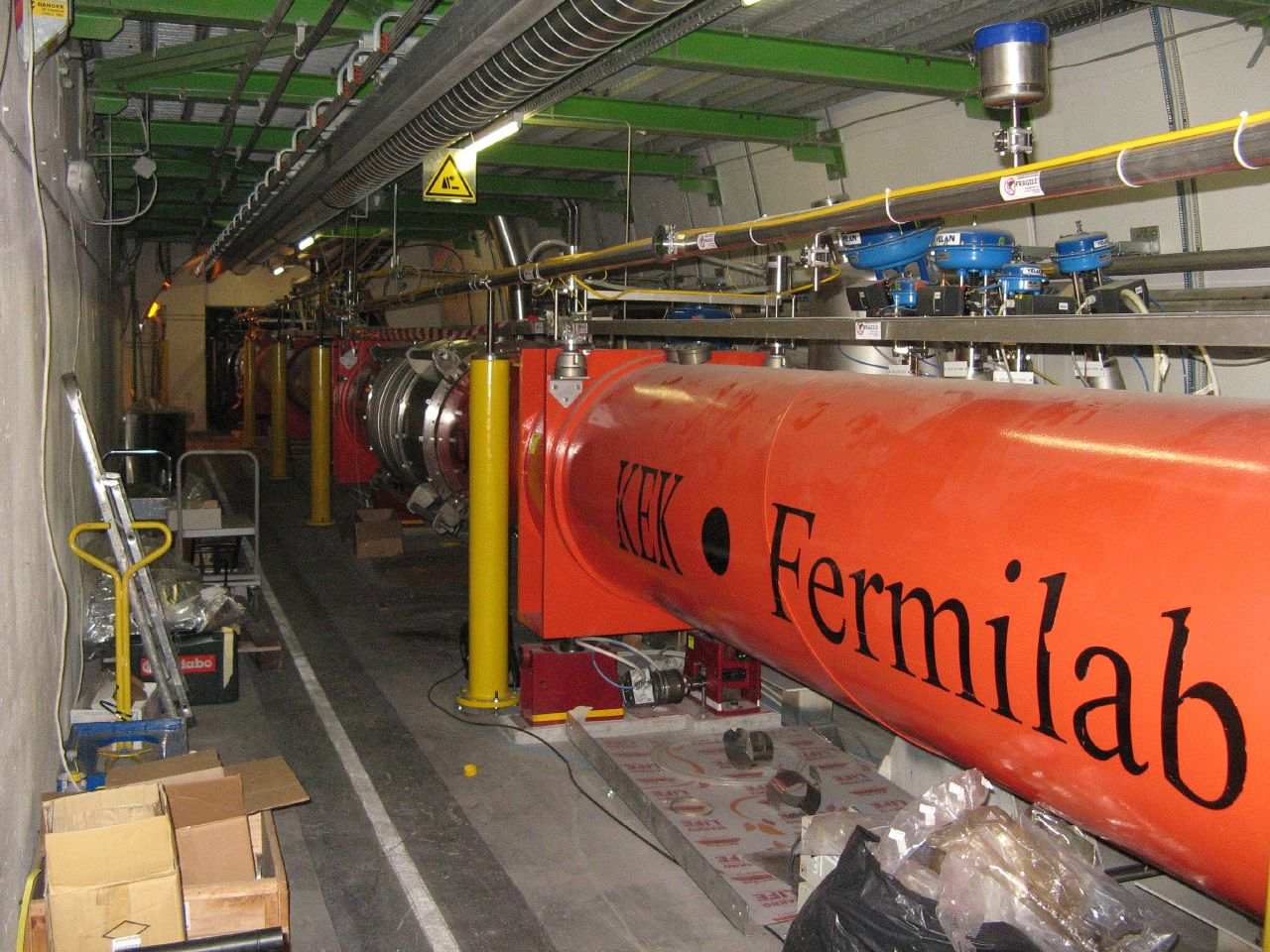
Cuadripoli electromagnetici superconductori folosiți pentru a îndrepta fluxurile de protoni către patru puncte de intersecție, unde au loc interacțiunile dintre protoni.

O dată sau de două ori pe zi, în timp ce protonii sunt accelerați de la 450 GeV până la cel mult 7 TeV, câmpurile magnetice ale dipolilor electromagnetici supraconductori sunt mărite de la 0,54 la 8,3 tesla (T). Protonii pot ajunge fiecare până la o energie de 7 TeV, energia totală de coliziune ajungând astfel până la 14 TeV (2,2 μJ). La acest nivel de energie protonii au un factor Lorentz de aproximativ 7.500 și se deplasează cu viteze de 99,999999% din viteza luminii. Durează mai puțin de 90 μs ca un proton să efectueze o tură în jurul inelului principal – viteza sa unghiulară putând atinge 11.000 revoluții pe secundă. Fluxurile nu sunt continue, protonii fiind adunați în 2.808 grupuri sau pachete, astfel încât interacțiunile între două fluxuri să aibă loc la intervale discrete niciodată mai scurte de 25 ns. Totuși, operarea se face cu mai puține grupuri decât era inițial stabilit, intervalul între grupurile de protoni fiind de cel puțin 75 ns.
Înainte de a fi injectate în acceleratorul principal, particulele sunt pregătite de o serie de sisteme care le măresc succesiv energia. Primul sistem este acceleratorul liniar de particule LINAC 2 care generează protoni de 50 MeV, accelerator care alimentează Proton Synchrotron Booster (PSB). Acolo, protonii sunt accelerați până la energii de 1,4 GeV și injectați în Sincrotronul de Protoni (în engleză Proton Synchrotron, PS), unde sunt accelerați până la 26 GeV. În cele din urmă Super Sincrotronul de Protoni (în engleză Super Proton Synchrotron, SPS) este utilizat pentru a crește energia protonilor până la 450 GeV înainte de a fi în final injectați (timp de 20 de minute) în inelul principal. Aici grupurile de protoni sunt acumulate, accelerate (pe o perioadă de 20 minute) până la energia lor maximă, de 7 TeV, și în cele din urmă sunt stocați (păstrați în această stare) timp de 10–24 ore, timp în care au loc coliziunile în cele patru puncte de intersecție.
LHC va fi folosit și pentru a ciocni ioni grei de plumb (Pb) cu o energie de coliziune de 1.150 TeV. Ionii de Pb vor fi accelerați de acceleratorul liniar LINAC 3, iar Inelul Injector de energie joasă (în engleză Low-Energy Injector Ring, LEIR) va fi folosit ca unitate de stocare și răcire a ionilor. Ionii vor fi apoi accelerați de către PS și SPS înainte de a fi injectați în inelul LHC, unde vor atinge o energie de 2,76 TeV pe nucleon.

### Detectoare
LHC dispune de șase detectoare; acestea se află sub pământ, în excavații din dreptul punctelor de intersecție ale sale. Două dintre ele, Experimentul ATLAS și Compact Muon Solenoid (CMS), sunt detectoare de particule mari și au roluri generice. A Large Ion Collider Experiment (ALICE) și LHCb au roluri mai specifice, iar ultimele două, TOTEM și LHCf, sunt mult mai mici și sunt folosite pentru cercetări foarte specializate. Sumarul BBC al principalelor detectoare este după cum urmează:
- ATLAS – unul dintre cele două detectoare generice. ATLAS va fi folosit pentru a căuta semne pentru găsirea de informații noi, inclusiv originile masei sau dimensiuni superioare.
- CMS – celălalt detector generic, ca și ATLAS, caută bosonul Higgs și alte indicii cu privire la natura materiei întunecate.
- ALICE – studiază starea de agregare a materiei numită plasmă quark-gluon, care a existat la scurt timp după Big Bang.
- LHCb – La Big Bang au fost create cantități egale de materie și antimaterie. LHCb va încerca să investigheze ce s-a întâmplat cu antimateria acum dispărută.

## Scop

O diagramă Feynman a felului în care ar putea fi produs bosonul Higgs la LHC. Aici, două quark uri emit fiecare un boson W sau Z, care se combină pentru a obține un boson Higgs neutru.

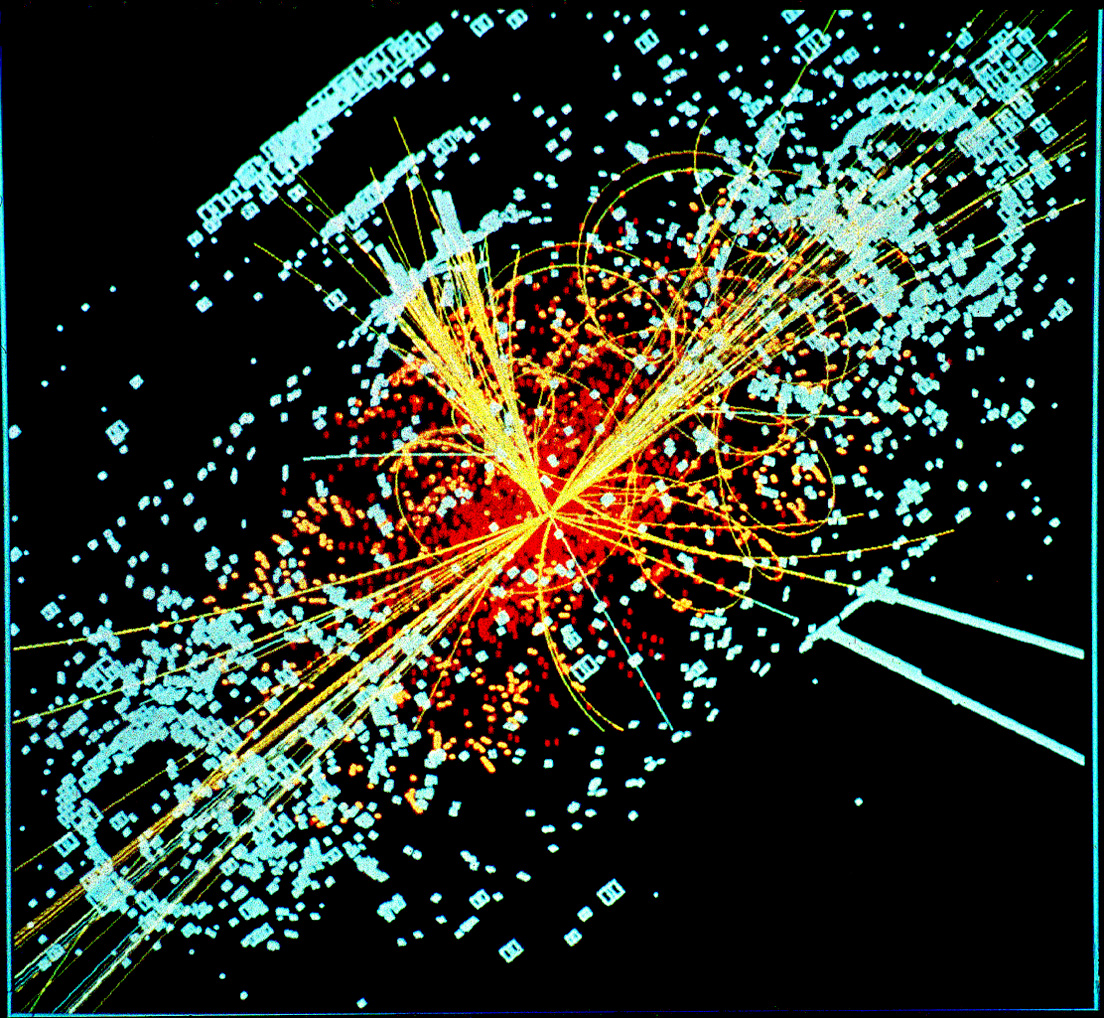
Simulare a unui eveniment din detectorul CMS, cu apariția bosonului Higgs.

În timpul funcțiunii, aproximativ șapte mii de oameni de știință din optzeci de țări vor avea acces la LHC. Teoretic, coliderul va produce bosoni Higgs, ultima particulă încă neobservată dintre cele prevăzute teoretic de Modelul Standard. Verificarea existenței bosonului Higgs va aduce lumină asupra mecanismului ruperii simetriei electroslabe, prin care se consideră că particulele Modelului Standard capătă masă. În plus față de bosonul Higgs, la LHC ar putea fi produse și alte noi particule prezise de diverse extensiii ale Modelului Standard. În general fizicienii speră că LHC îi va ajuta să găsească răspunsul la următoarele întrebări:
- Oare mecanismul Higgs de generare a maselor particulelor elementare din Modelul Standard este cu adevărat aplicat în natură?[7] Dacă e așa, câte feluri de bosoni Higgs există, și care sunt masele lor?
- Electromagnetismul, forța nucleară tare și forța nucleară slabă sunt oare doar manifestări diferite ale unei singure forțe unificate, după cum prezic multiplele teorii ale unificării?
- De ce este gravitația cu atâtea ordine de mărime mai slabă decât celelalte trei interacțiuni fundamentale?
- Există în natură supersimetrie, adică au particulele din Modelul Standard câte un partener supersimetric?
- Măsurările mai precise ale maselor și ale dezagregărilor quarkurilor vor continua să mai fie reciproc consistente în Modelul Standard?
- De ce pare că există violări ale simetriei între materie și antimaterie?
- Care este natura materiei întunecate și a energiei întunecate?
- Există dimensiuni superioare,[8] după cum prezic diferitele modele inspirate din teoria coardelor, și pot fi detectate?

Dintre descoperirile posibile pe care le-ar putea face LHC, doar descoperirea particulei Higgs este relativ necontroversată, dar nici aceasta nu este sigură. Stephen Hawking a spus într-un interviu acordat BBC-ului: „Cred că va fi mult mai interesant dacă nu găsim Higgsul. Aceasta va arăta că am greșit undeva, și că trebuie să regândim. Am pus un pariu pe o sută de dolari că nu găsim Higgsul.” În același interviu, Hawking aduce în discuție posibilitatea găsirii de superparteneri și adaugă că „Orice ar găsi sau nu ar găsi LHC, rezultatele ne vor spune multe despre structura universului.”

### Colider de ioni
Programul de LHC se bazează mai ales pe coliziuni proton–proton. Totuși sunt incluse în program și perioade de rulare mai scurte, de regulă o lună pe an, cu coliziuni de ioni grei. Deși și ionii mai ușori sunt luați în considerare, scopul principal al acestor perioade de rulare îl reprezintă ionii de plumb. Aceasta va permite un progres al programului experimental care se desfășoară la Relativistic Heavy Ion Collider (RHIC). Scopul programului cu ioni grei este observarea unei stări a materiei numită plasmă quark-gluon, care caracteriza etapa inițială a existenței Universului, imediat după Big Bang.

## Decursul testelor
După punerea în funcțiune a supercoliderului, oamenii de știință de la CERN estimează că dacă Modelul Standard este corect, atunci la fiecare câteva ore va fi produs câte un boson Higgs. În acest ritm ar putea dura aproximativ trei ani până se vor aduna suficiente statistici pentru a dovedi cu certitudine existența bosonului Higgs. Similar, ar dura un an sau mai mult până când vor fi adunate destule rezultate privind particulele supersimetrice pentru a trage concluzii în privința acestora.
Primul flux de protoni a circulat prin colider în dimineața zilei de 10 septembrie 2008. CERN a reușit trimiterea protonilor prin tunel în etape de câte trei kilometri. Particulele au fost trimise în sens orar în accelerator și au efectuat primul înconjur complet la ora 10:28 ora locală. LHC a încheiat cu succes primul său test major: după o serie de rulări de test, două puncte albe au apărut pe ecranul unui monitor, arătând că protonii au traversat toată lungimea coliderului. Ghidarea particulelor pe parcursul de inaugurare a durat mai puțin de o oră. CERN a trimis apoi un flux de protoni în sens trigonometric, ceea ce a durat puțin mai mult, o oră și jumătate, din cauza unei probleme cu criogenia, turul complet fiind încheiat la ora 14:59.
S-a așteaptat ca primele coliziuni de protoni cu energii mari să aibă loc la 6-8 săptămâni după intrarea în funcțiune a LHC la 10 septembrie 2008. În anul 2008, însă, LHC a operat la o energie redusă, de doar 10 TeV. Perioada de oprire de iarnă (spre sfârșitul lui noiembrie) a fost folosită pentru antrenarea magneților superconductor, astfel încât rularea din 2009 să înceapă la energia maximă proiectată de 14 TeV, ceea ce însă încă nu a reușit.
După reluarea în funcțiune în noiembrie 2009, nu după mult timp, accelerarea maximă a protonilor a atins nivelul de 1,18 TeV, un nou "record mondial".
Desigur că atingerea maximei teoretice de 2 x 7 TeV = 14 TeV și a frecvenței ciocnirilor de 600 MHz va avea nevoie de încă mult timp și eforturi. Se apreciază că aceasta se va întâmpla după pauza prevăzută în anul 2012.
La 30 martie 2010 s-a anunțat reușita primelor experimente de coliziuni a două jeturi de protoni cu energia de câte 3,5 TeV pe particulă pe sens, în total deci 7 TeV, cu o frecvență de ciocniri de circa 100 Hz, iar la 21 aprilie 2010 s-a publicat reușita primei reconstrucții a unui mezon B, tot la această energie.
Toate experimentele de până acum arată că acceleratorul și instrumentele sale de măsură funcționează acum extrem de precis. La LHC s-au "redescoperit" și confirmat deja aproape toate fenomenele deja cunoscute de la alți acceleratori, nu așa de puternici (de ex. existența perechilor quark-antiquark, mezonului, pionului, kaonului, baryonilor, bozonul W și altele).
În martie 2011 s-a relatat că folosirea LHC-ului la nivelul de 3,5 TeV pe sens va fi prelungită cu un an, până la sfârșitul lui 2012. Abia după aceea se vor face modificările necesare pentru atingerea energiei maxime prevăzute de 7 TeV pe sens. Pentru aceste modificări acceleratorul va trebui oprit din funcționare pentru o durată de circa un an.

## Propunere de upgrade

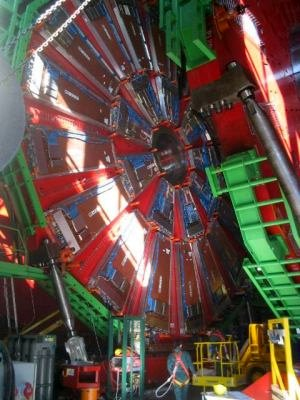
Detectorul CMS de la LHC

După câțiva ani de funcționare, orice experiment de fizica particulelor începe să sufere o degradare a rezultatelor; în fiecare an de funcționare se descoperă mai puțin decât în anul anterior. Calea de a evita această degradare este upgrade-ul echipamentului, fie pentru mărirea energiei, fie pentru mărirea luminozității. S-a propus să se facă un upgrade al luminozității LHC, numit Super LHC, după zece ani de funcționare a LHC. Calea optică pentru un upgrade de luminozitate pentru LHC cuprinde o mărire a curentului de protonu (numărul de protoni din flux) și modificarea celor două regiuni de interacțiune de mare luminozitate, ATLAS și CMS. Pentru a realiza aceste creșteri, energia fluxurilor la punctul în care sunt injectate în (Super) LHC ar trebui să fie și ea mărită la 1 TeV. Aceasta va impune un upgrade al întregului sistem pre-injector, modificările necesare din Super Proton Synchrotron fiind cele mai costisitoare.

## Costuri
Costul total al proiectului se așteaptă a fi 3,2–6,4 miliarde de €. Construcției LHC i-a fost aprobat în 1995 un buget de 2,6 miliarde de franci elvețieni (1,6 miliarde euro), cu încă 210 milioane de franci (140 milioane de euro) reprezentând costul experimentelor. Totuși, depășirile de buget, estimate în 2001 la aproximativ 480 milioane franci (300 milioane de euro) pentru accelerator, și 50 milioane de franci (30 milioane de euro) pentru experimente, împreună cu o reducere a bugetului CERN, a împins data terminării din 2005 până în aprilie 2007.
Magneții superconductori au fost responsabili pentru o creștere a costurilor de 180 milioane de franci (120 milioane de euro). Au apărut și alte dificultăți în construcția locașului subteran pentru Compact Muon Solenoid, în parte din cauza unor componente defecte împrumutate de CERN de la laboratoarele Argonne National Laboratory și Fermilab.
David King, fostul director științific din partea Regatului Unit, a criticat LHC pentru că a primit prioritate mai mare la fonduri decât rezolvarea principalelor probleme ale Pământului, în principal schimbările climatice, dar și creșterea demografică și sărăcia din Africa.

## Resursele de putere de calcul
Rețeaua de calculatoare LHC Computing Grid este construită pentru a manevra cantitățile masive de date produse de Large Hadron Collider. Aceasta incorporează atât legături private prin cablu de fibră optică, cât și porțiuni de mare viteză ale Internetului public, permițând legătura de date cu instituții academice din toată lumea.
Proiectul de calcul distribuit LHC@home a fost demarat cu scopul de a ajuta la construcția și calibrarea LHC. Proiectul utilizează platforma BOINC pentru a simula felul în care particulele călătoresc prin tunel. Cu această informație, oamenii de știință pot determina cum să calibreze magneții pentru a obține cea mai stabilă „orbită” a fluxurilor de protoni din inel.

## Securitatea coliziunilor de particule
Experimentele ce vor fi rulate la Large Hadron Collider au declanșat temeri în rândul populației că ciocnirile de particule ar putea crea și fenomene periculoase, cum ar fi găuri negre microscopice și materie stranie care ar pune în pericol Pământul.
Două analize de siguranță cerute de CERN au examinat aceste temeri și au concluzionat că experimentele de la LHC nu prezintă niciun pericol și că nu există niciun motiv de îngrijorare, o concluzie  susținută și de American Physical Society, a doua organizație de fizicieni din lume ca număr de membri.

## Probleme operaționale
Dimensiunile LHC cer o ambiție inginerească excepțională de a rezolva problemele operaționale unice datorate energiilor uriașe stocate în magneți și în fluxurile de protoni. În timpul funcționării, energia totală stocată în magneții superconductori este de ordinul a 10 GJ (echivalent cu 2,4 t de TNT), iar energia totală transportată de cele două fluxuri atinge 724 MJ (aproximativ jumătate din energia descărcată printr-un fulger).
Pierderea unei zecimi de milionimi din energia fluxului (1 / 107) este de ajuns pentru a supraîncălzi un magnet superconductor, iar sistemele de absorbție a fluxului trebuie să absoarbă 362 MJ pentru fiecare din cele două fluxuri, o energie echivalentă cu arderea a opt kilograme de petrol. Aceste energii imense sunt și mai impresionante dacă se ia în considerație și cât de puțină materie le transportă: în condiții normale de funcționare (2.808 grupuri pe flux, conținând 1,15×1011 protoni pe grup), țevile conțin numai 1,0×10−9 grame de hidrogen, care, în condiții normale de presiune și temperatură, ar umple volumul unui grăunte de nisip fin.

## Accidente în construcție și întârzieri
La 25 octombrie 2005, un tehnician a murit în tunelul LHC când încărcătura unei macarale a fost scăpată accidental.
La 27 martie 2007, suportul unui magnet criogenic s-a defectat în timpul unui test de presiune, implicând unul dintre magneții tripletului interior, furnizat de Fermilab și KEK. Nimeni nu a fost rănit. Directorul Fermilab Pier Oddone a declarat: „În acest caz suntem stupefiați de faptul că am greșit un echilibru simplu de forțe”. Această defecțiune a fost prezentă în proiectul original, și a persistat de-a lungul a patru analize inginerești efectuate în anii următori. Analiza a arătat că suportul structurii interne, făcut cât de subțire se putea pentru izolație mai bună, nu a fost suficient de tare să reziste la forțele generate în timpul testelor de presiune. Detaliile sunt disponibile într-o declarație a Fermilab, cu care CERN are un acord.
Repararea magnetului defect și reîntărirea celorlalte opt ansambluri identice folosite de LHC au dus la amânarea începerii experimentelor, planificate atunci pentru noiembrie 2007, cu câteva săptămâni.
Probleme datorate supraîncălzirii unui magnet superconductor la 19 septembrie 2008 au cauzat scurgerea a 6 tone de heliu lichid. Întrucât investigarea problemelor ar fi durat până după închiderea planificată pe perioada iernii, repunerea în funcțiune a acceleratorului a fost amânată până în 2009. Investigațiile au arătat că incidentul a fost cauzat de o legătură electrică defectă între doi dintre magneții acceleratorului. LHC a putut fi reluat în funcțiune în noiembrie 2009.

## În cultura populară
Large Hadron Collider a apărut în Îngeri și demoni de Dan Brown, unde era legat de crearea de antimaterie periculoasă la LHC și utilizată ca armă împotriva Vaticanului. CERN a publicat o pagină intitulată „Fapt sau ficțiune?” (în engleză “Fact or Fiction?") care discută acuratețea prezentării din carte a LHC, CERN, și a fizicii particulelor în general. Filmul realizat după carte are imagini filmate chiar la CERN, la unul din experimentele de la LHC; regizorul, Ron Howard, s-a consultat cu experții CERN încercând să facă elementele științifice din poveste mai exacte.
„Large Hadron Rap”, un clip muzical realizat de angajata CERN Katherine McAlpine a depășit trei milioane de accesări pe YouTube  la 15 septembrie 2008.
BBC Radio 4 a marcat momentul pornirii LHC la 10 septembrie 2008 cu „Ziua Big Bang”. Acest eveniment a inclus un episod radio al serialului TV Torchwood, cu o acțiune care implica LHC, episod intitulat „Lost Souls” (în română Suflete pierdute). Directorul de comunicare al CERN, James Gillies, a comentat: „CERN din realitate nu prea seamănă cu cel din episodul de Torchwood  al lui Joseph Lidster.”
LHC apare și în primul episod al miniserialului The Beginning and End of the Universe din 2016.